# Gärdslöv

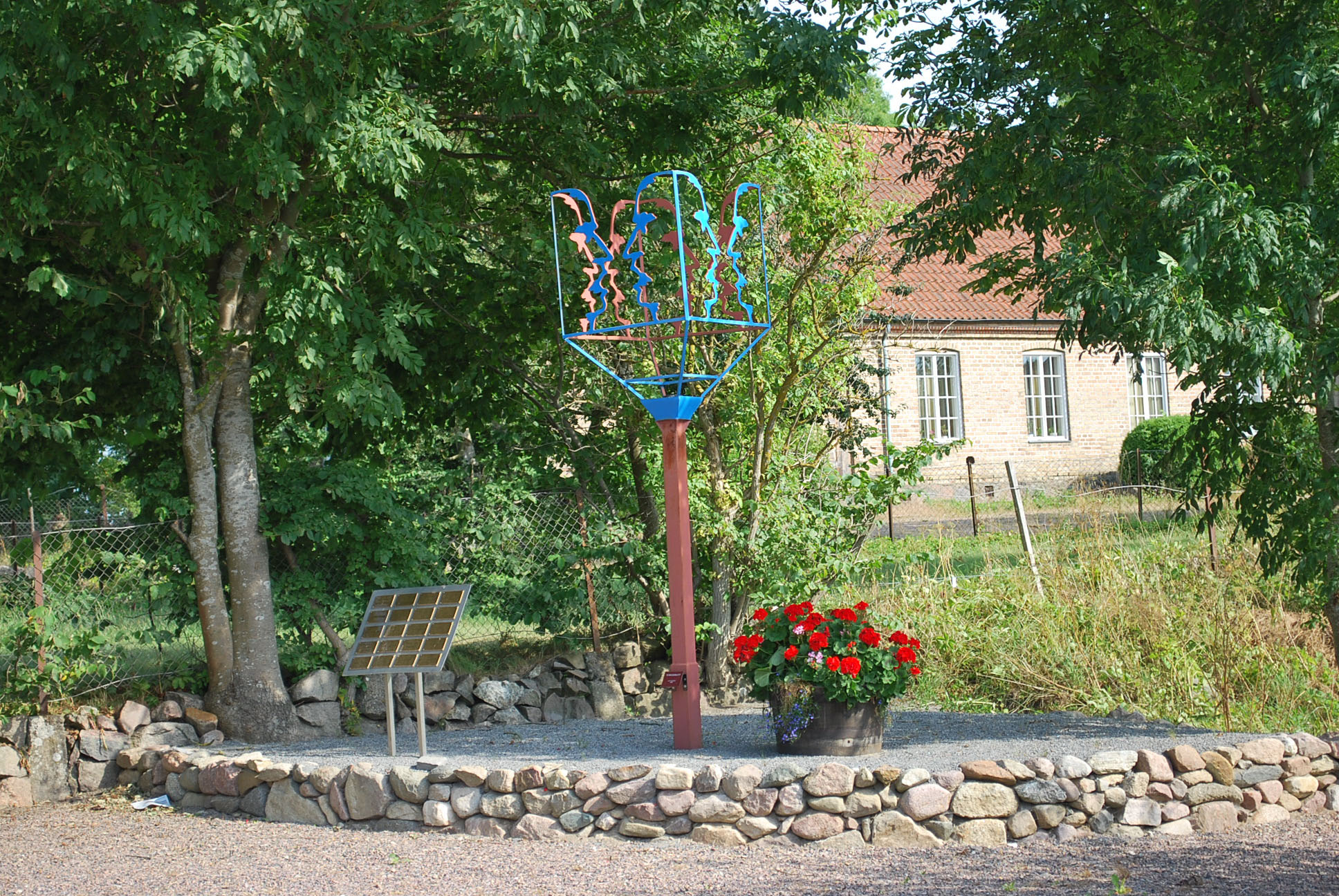
Alf Olssons skulptur Torgdebatt i Gärdslöv.

Gärdslöv är kyrkbyn i Gärdslövs socken i Trelleborgs kommun på Söderslätt i Skåne sydväst om Skurup. Mellan 2015 och 2020 avgränsade SCB här en småort.
I Gärdslöv ligger Gärdslövs kyrka, och i närheten ligger Näsbyholms slott. 
Från Gärdslöv härstammar konstnärerna Anders Jönsson 1883-1965 och Alf Olsson född 1925 samt författaren och ideologen Teodor Holmberg.